# Metopius necatorius
Metopius necatorius är en stekelart som först beskrevs av Fabricius 1793.  Metopius necatorius ingår i släktet Metopius och familjen brokparasitsteklar. Arten är reproducerande i Sverige. Inga underarter finns listade i Catalogue of Life.